# Paula Modersohn-Becker

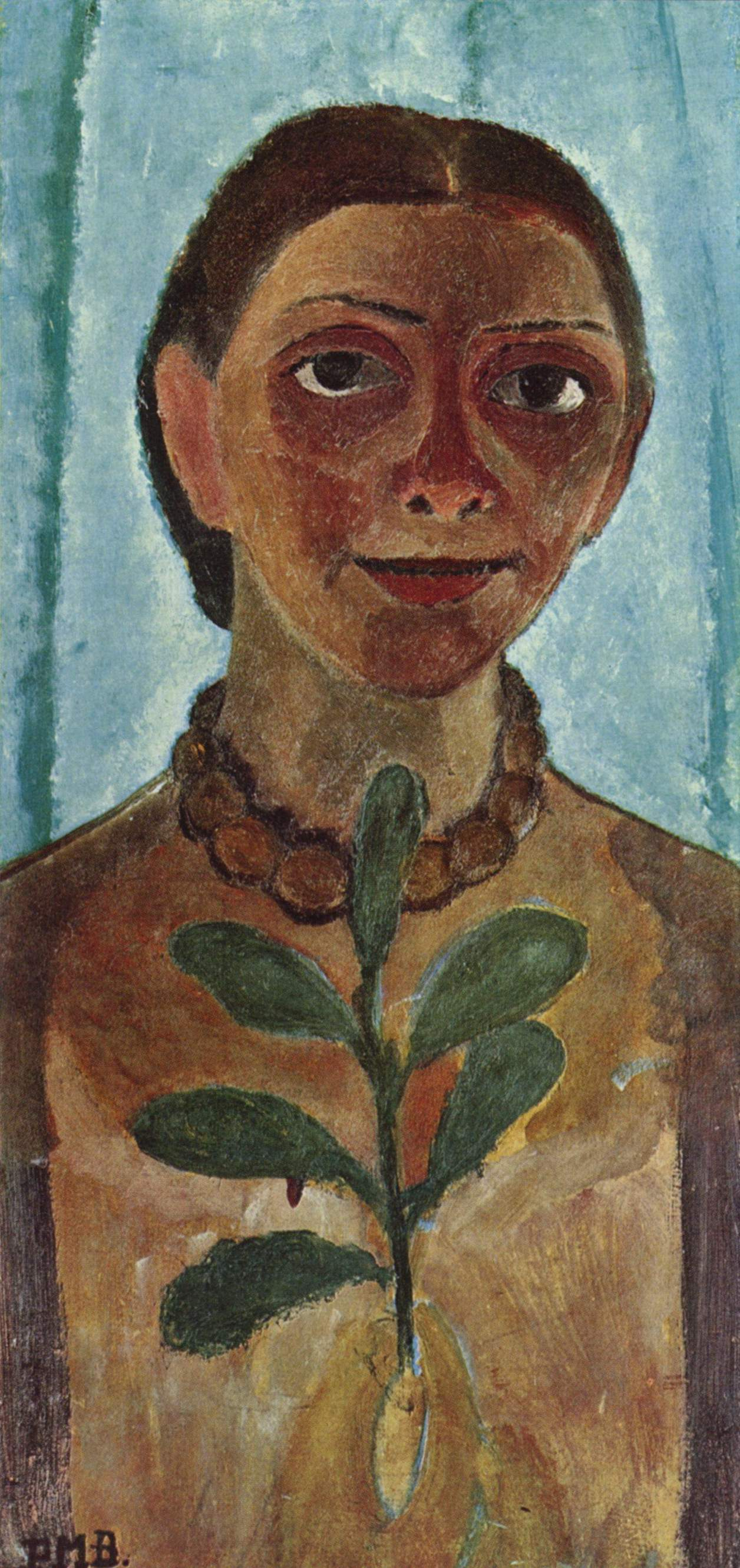
Autoportret cu ramură de camelie, 1907

Paula Modersohn-Becker (n. 8 februarie 1876, Dresda-Friedrichstadt ca Minna Hermine Paula Becker – d. 20 noiembrie 1907, Worpswede) a fost o pictoriță germană și unul dintre cei mai importanți reprezentanți ai expresionismului timpuriu. În cei aproape 14 ani de activitate artistică, a creat 750 de picturi, aproximativ 1000 de desene și 13 gravuri, care unesc cele mai importante aspecte ale artei de la începutul secolului al XX-lea.

## Legături externe
- de Paula Modersohn-Becker în Catalogul Bibliotecii Naționale a Germaniei (Informații despre Paula Modersohn-Becker • PICA • Căutare pe site-ul Apper)
- de Material despre Paula Modersohn-Becker din Arhiva de documente din internet
- de Opere Paula Modersohn-Becker la Zeno.org